# Will Prosper
 (août 2021).
Will Prosper
Will Prosper est un réalisateur haïtiano-québécois.
Il a été dans le passé intervenant communautaire, militant antiraciste des droits civiques québécois, cofondateur de Républik Montréal-Nord et de Hoodstock, chroniqueur au HuffPost et à La Presse et correspondant québécois pour le magazine haïtien Challenges.

## Biographie
Will Prosper est né à l’hôpital Fleury à Ahuntsic-Cartierville d'un père haïtien originaire du village de Lomon et d'une mère canadienne-française et a grandi sur la rue Pelletier avec ses deux frères. Lors de son adolescence il était fan de Public Enemy, de basket-ball et de cinéma. À l'Université Concordia sa demande d'admission au programme d'études cinématographiques a été refusée et conséquemment, il se dirige vers les cours de philosophie.
Dans ses cours, alors qu'il était dans sa vingtaine il rencontre un ami lui proposant de postuler à la Gendarmerie royale du Canada (GRC) et de faire leur examen. Will Prosper réussit le test et il est devenu gendarme à la GRC. Pendant trois ans, il travaille à la réserve crie des marécages (en) de Norway House, au Manitoba,. Après cinq ans de service, il se voit forcer de quitter la GRC et s'inscrit à l'École de cinéma et de télévision de Québec pour devenir réalisateur.
De 2003 à 2008, vers l'âge de 27 ansil travaille sur son premier documentaire, The Lost Tapes du Hip-Hop au Québec, un documentaire sur l'émergence du rap québécois, des préjugés l'entourant et le mépris de la scène médiatique québécoise envers celui-ci. En été 2006, il suit la montée en succès et la fin du groupe de musique South Squad, composé de Sneeky Tone, Bugzee, Willy Bombazee et Big Chops, du label haïtiano-montréalais Glamour Life. De toutes les chaînes populaires québécoises, il n'y a que Canal D qui accepte de diffuser son documentaire.
Le 16 août 2008, à la suite de l'acquittement des policiers ayant tué Freddy Villanueva, il a cofondé avec Nargess Mustapha le mouvement citoyen Montréal-Nord Républik appelant, entre autres, une enquête indépendante de l'affaire, la démission du maire de Montréal-Nord Michel Parent et un mémorial pour Freddy Villanueva.
En août 2009, un an après la mort de Freddy Villanueva, il cofonde avec Nargess Mustapha, le forum social Hoodstock, un espace où les habitants de Montréal-Nord peuvent exprimer et canaliser leur colère librement .
En 2012, il se porte candidat pour le parti Québec solidaire dans la circonscription Bourassa-Sauvé lors des élections provinciales de 2012,.
De 2018 à 2019, il est administrateur à la Ligue des droits et libertés .
En août 2021, il annonce qu'il sera candidat pour Projet Montréal à la mairie d'arrondissement de Montréal-Nord. Dans son édition du 19 août 2021, le Journal de Montréal rapporte que Prosper a été soupçonné d’avoir divulgué des informations confidentielles des données policières à des membres de gangs de rue faisant l’objet d’une enquête pour meurtre et qu'il a été pour ces raisons forcées de démissionner de la Gendarmerie royale du Canada en 2003. Il demeure candidat à la mairie d'arrondissement malgré ces révélations.
Peu après les élections générales québécoises de 2022, il crée la polémique lors de la douzième édition du Combat contre la langue de bois. Alors que l'évènement est annoncé être un espace sécuritaire sans caméra, enregistrement et journalistes, un(e) journaliste présent(e) déformera le propos de Will Prosper dans une malhonnêteté intellectuelle reprise par tous les journaux. Lors de son numéro humoristique, Will Prosper profite du contexte électoral pour faire un pont entre les électeurs « vieux » qui votent pour les partis de droite et d'extrême droite et le traitement gouvernemental envers ces mêmes « vieux ». Il fait se pont en demandant comment on pourrait se débarrasser de ces « vieux » québécois, en évoquant à cette fin « la méthode des Allemands », et soulignant que finalement ça n'est même pas nécessaire puisque les CHSLD n'ont pas eu besoin d'inspiration pendant la crise de la Covid-19, provoquant les rires et applaudissements des spectateurs présents dans la salle.

## Filmographie

### Réalisateur
- 2008 : The Lost Tapes du Hip-Hop au Québec
- 2012 : Les derniers pèlerins
- 2014 : Républik Basket
- 2016 : Aller simple : Haïti
- 2020 : Kenbe la, jusqu’à la victoire[17]
- 2024 : Northern beats
- 2025 : Freddy